# Favières (Eure-et-Loir)
Favières – miejscowość i gmina we Francji, w Regionie Centralnym, w departamencie Eure-et-Loir.
Według danych na rok 1990 gminę zamieszkiwały 362 osoby, a gęstość zaludnienia wynosiła 29 osób/km² (wśród 1842 gmin Regionu Centralnego Favières plasuje się na 787. miejscu pod względem liczby ludności, natomiast pod względem powierzchni na miejscu 1015.).